# Sultanat de Yogyakarta
Pour les articles homonymes, voir Yogyakarta (homonymie).
1755 – Août 1950
Entités précédentes :
- Royaume de Mataram

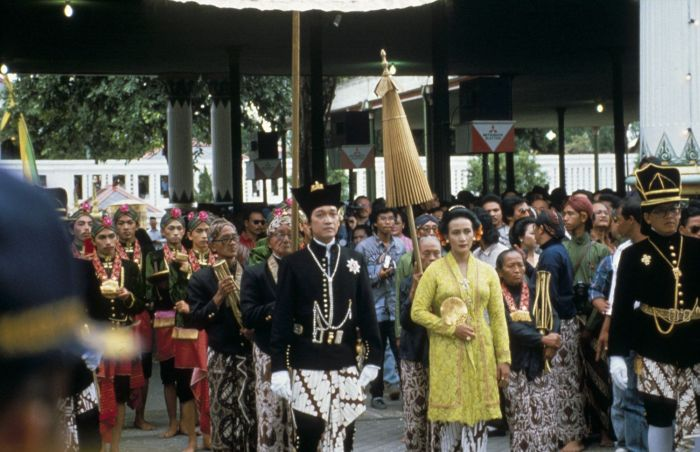
Le couronnement du sultan Hamengku Buwono X en 1989

Le sultanat de Yogyakarta, en javanais Kasultanan Ngayogyakarta Hadiningrat, est un État princier d'Indonésie situé dans le centre de l'île de Java. Son territoire constitue l'essentiel de celui du territoire spécial de Yogyakarta.
L'actuel souverain est le sultan Hamengku Buwono X.

Monogramme du sultan.

## Histoire

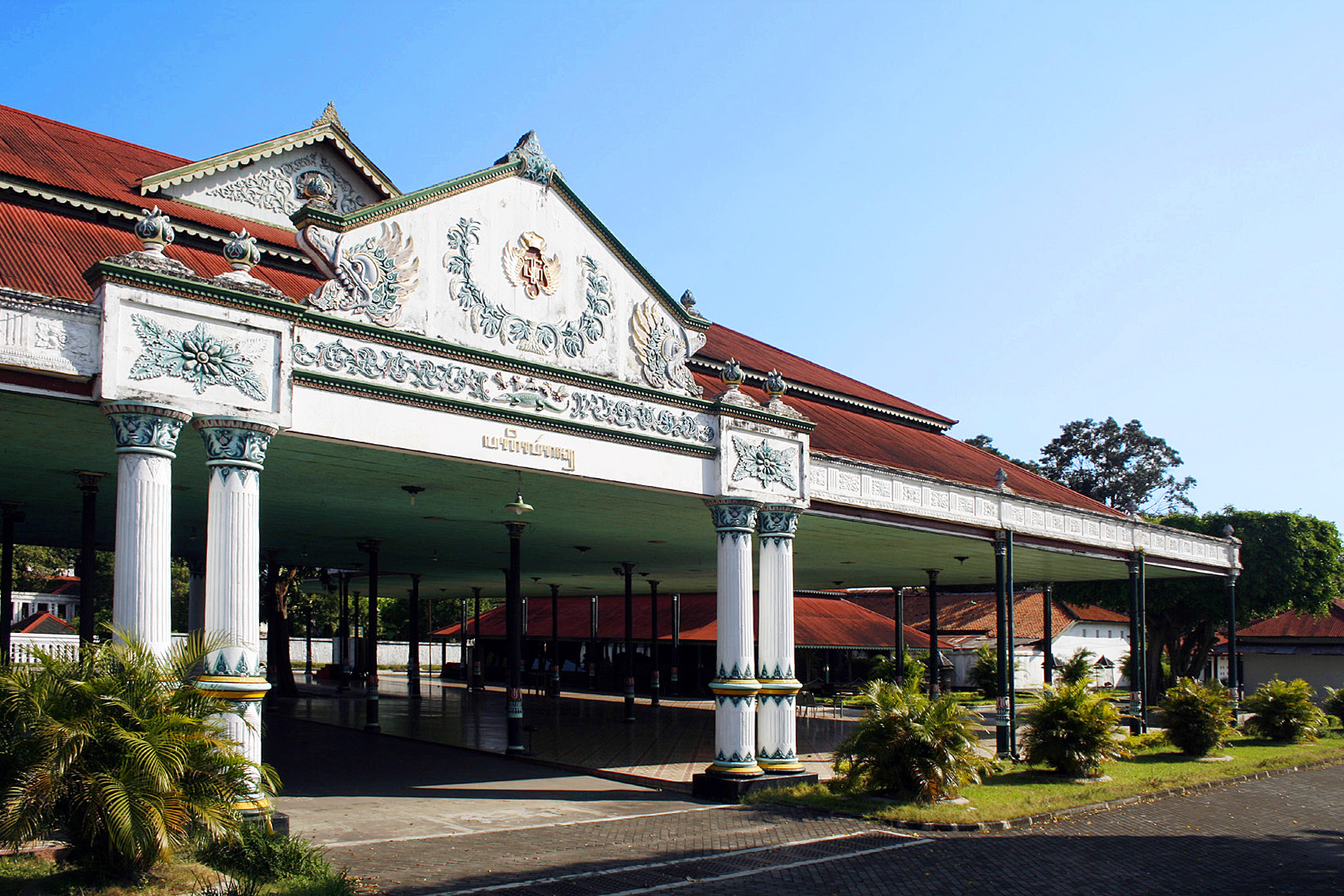
Le Pagelaran (pavillon de réception) du kraton (palais royal) de Yogyakarta.

Le sultanat a été fondé en 1756 par le prince Mangkubumi du royaume de Mataram dans le centre de Java.
En 1746 Mangkubumi, un frère du sunan (roi) Pakubuwono II de Mataram, rejoint son neveu le prince Said, entré en rébellion 1741 contre le roi. Cet acte déclenche la troisième guerre de Succession javanaise. Le sunan tombe malade en 1749. Le baron von Hohendorff, gouverneur de la VOC (Vereenigde Oostindische Compagnie ou "Compagnie néerlandaise des Indes orientales", créée en 1602 par des marchands néerlandais) pour la côte nord-est de Java, intronise le fils de Paku Buwono II, qui prend le titre de Pakubuwono III. Le nouveau gouverneur, Nicolaas Hartingh, promet à Mangkubumi de lui offrir une partie de Java. En 1755 est signé le traité de Giyanti, par lequel la VOC reconnaît la souveraineté de Mangkubumi sur la moitié de Java Centre. Mangkubumi prend le titre de sultan Hamengku Buwono et construit sa capitale, qu'il baptise Yogyakarta, sur le site de l'ancienne Mataram.

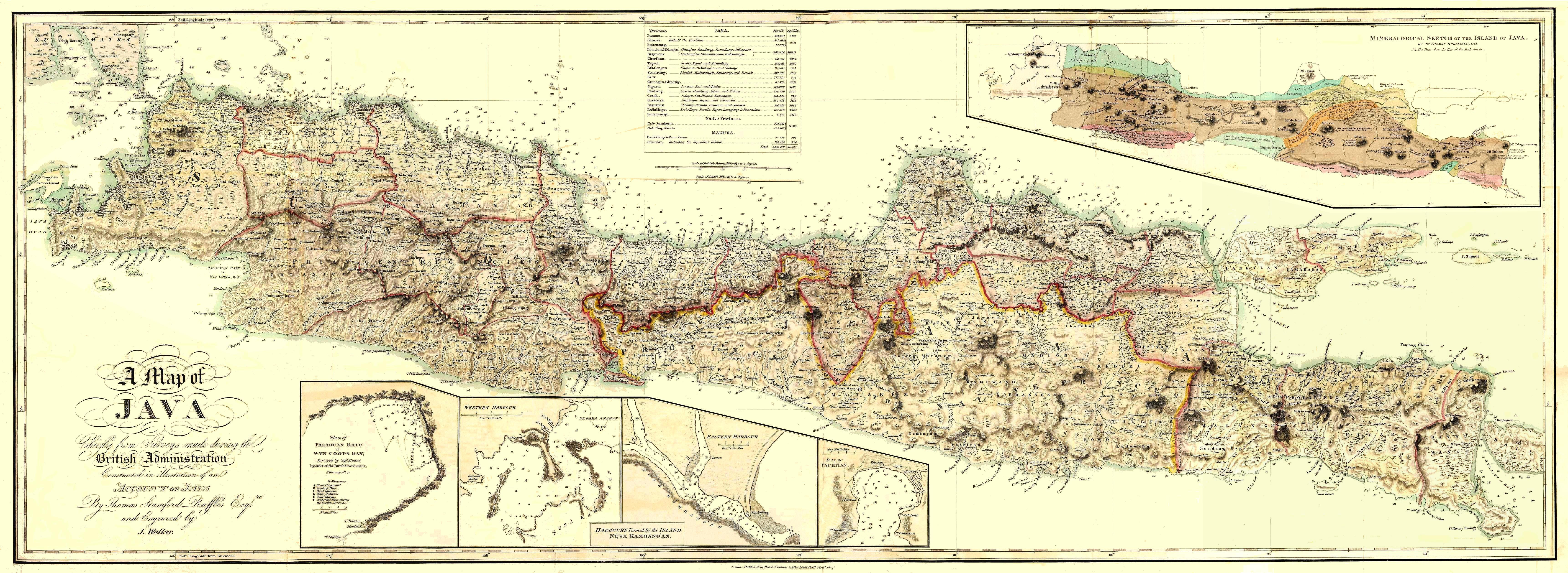
Carte de Java de 1817 établie par Raffles montrant les "Provinces of the Native Princes"

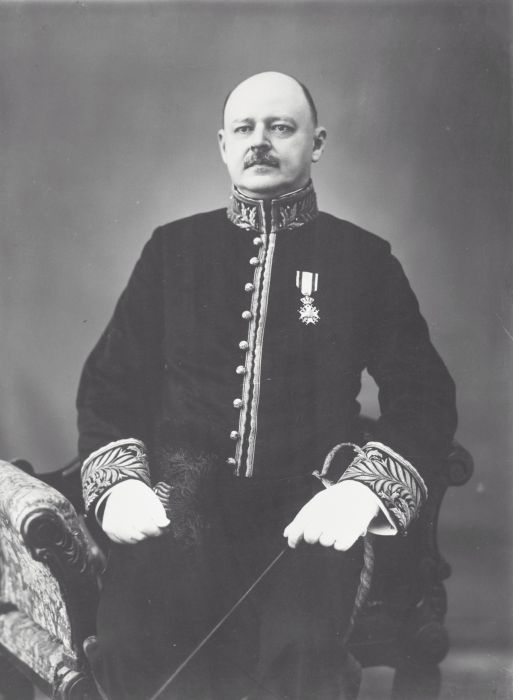
L. F. Dingemans, resident néerlandais à Yogjakarta (1926)

Voir aussi : Histoire de Java

## LaCharte du maintien

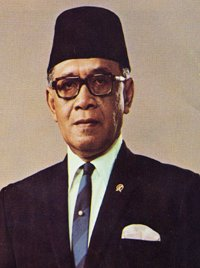
Le sultan Hamengkubuwono IX.

Le 19 août 1945 (deux jours après la proclamation de l'indépendance de l'Indonésie), le président Soekarno signe un document appelé Piagam Penetapan ou charte du maintien. Ce document déclare maintenir la position du sultan Hamengku Buwono IX et du prince Paku Alam VIII en tant que souverains de leur État respectif, en contrepartie de leur intégration dans la république.

## Titres de la famille royale de Yogyakarta

### Descendants directs
- La reine ou garwa padmi : Gusti Kanjeng Ratu
- Concubines ou garwa ampeyan : Kanjeng Raden Ayu
- Prince héritier ou putra mahkota : Kanjeng Gusti Pangeran Adipati Anom
- Fils/fille du sultan et de la reine : Gusti Raden Mas/Gusti Raden Ajeng
- Fils/fille du sultan et d'une concubine : Bendara Raden Mas/Bendara Raden Ajeng
- Fils du sultan avant d'être élevé au rang de prince héritier : Gusti Bendara Pangeran Haryo (GBPH)
- Première fille du sultan et de la reine : Sekarkedhaton
- Deuxième fille du sultan et de la reine : Sekartaji
- Troisième fille du sultan et de la reine : Candrakirana
- Premier fils du sultan et d'une concubine : Bendara Raden Mas Gusti, Gusti Pangeran après le mariage
- Première fille du sultan et d'une concubine : Bendoro Raden Ajeng Gusti, Pembayun après le mariage

### Famille étendue et descendants
- Mâle de la deuxième à la quatrième génération : Raden Mas, Raden ou Raden Tumenggung après le mariage
- Femme de la deuxième à la quatrième génération : Raden Ajeng, ou Raden Ayu après le mariage
- Mâle de la cinquième génération et suivantes : Raden Bagus, Raden après le mariage
- Femme de la cinquième génération et suivantes : Raden Roro, Raden ou Raden Nganten après le mariage

### Titre conféré
Il ne peut être transmis à la génération suivante :
- Mâle : Kanjeng Pangeran Haryo